# 武田信春
武田信春（日语：／ Takeda Nobuharu，？—1413年11月16日）是日本南北朝時代武將，武田氏第12代家督。第11代家督武田信成之嫡長子，母親不詳。子女包括長子武田信滿、穴山滿春、下條信繼、市部信久、吉田成春、觀音寺遠丈西堂、一蓮寺住持（一條聖人）法阿彌陀佛、武田信繁妻、上杉禪秀正室、山縣賴長正室。

## 生平
身居安藝國守護的祖父武田信武仕奉北朝，為足利尊氏的近侍。觀應2年9月被任命為甲斐國守護。根據『太平記』，信春之父武田信成為北朝（幕府）參與戰鬥，代表父親信武在甲斐出兵參戰。文和4年（1355年）4月，在柏尾山組織軍隊將甲斐國内的南朝勢力驅逐。延文4年（1359年）7月13日或康安2年（1362年）7月晦日，祖父武田信武逝世。 
根據『一蓮寺過去帳』及『上總武田氏系譜』，明德5年/應永元年（1394年）父親武田信成逝世。『一蓮寺過去帳』、『大聖寺甲斐源氏系圖』、『武田源氏一統系圖』及『武田源氏一流系圖』等古籍・系圖類的既述皆記載信春繼承甲斐守護一職。南北朝時代以後，武田氏成為甲斐守護的守護所在甲府盆地東部，信春沿著山梨郡千野鄉的青梅街道（現在的山梨縣甲州市鹽山千野）建構甲府館。貞治4年（1365年），信春捐贈給菱山的大善寺（甲州市勝沼町勝沼）及領地上許多寺廟。 
根據『甲斐國志』及『鹽山向獄禪菴小年代記』，應永20年（1413年）內亂令守護所陷落，信春向萩原山逃走，築起柳沢砦。根據西胤俊承『真愚稿』，同年10月23日，信春在該所逝世。後來其子武田信滿繼位。根據『甲斐國志』，甲州市鹽山茅野的慈德院為信春所葬的菩提寺，那裡有武田信春館跡。